# Jow Poshtān
Jow Poshtān är en ort i Iran.   Den ligger i provinsen Gilan, i den norra delen av landet, 190 km nordväst om huvudstaden Teheran. Antalet invånare är 157.
Terrängen runt Jow Poshtān är huvudsakligen platt, men söderut är den kuperad. Runt Jow Poshtān är det ganska tätbefolkat, med 134 invånare per kvadratkilometer. Närmaste större samhälle är Langarud, 14,3 km nordväst om Jow Poshtān. Trakten runt Jow Poshtān består till största delen av jordbruksmark.